# 中华人民共和国存款保险制度

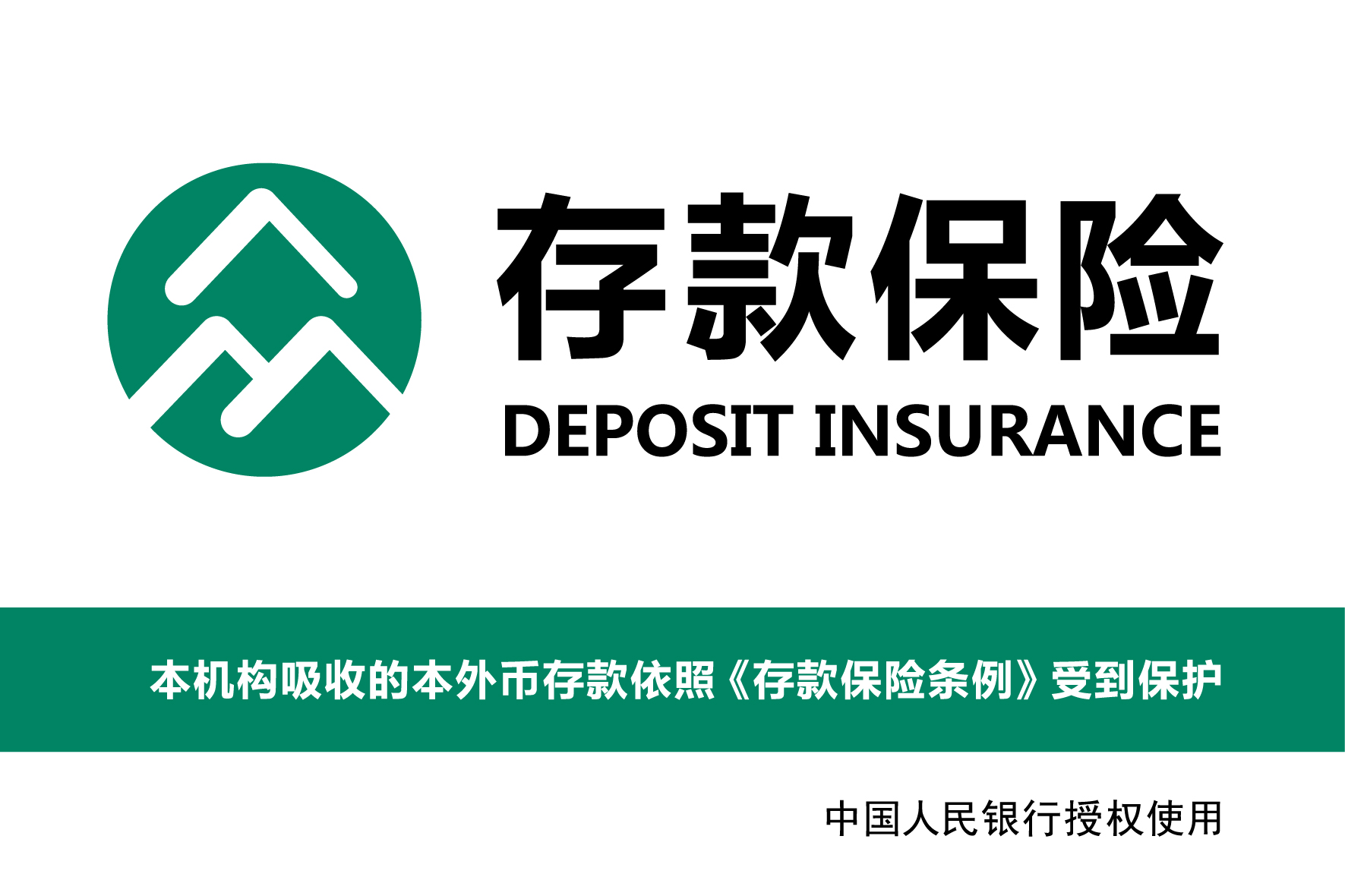
2020年11月28日启用的存款保险标识。

中华人民共和国的存款保险制度由中华人民共和国国务院提出于1993年，并于2015年2月正式成为法定制度。2019年起，中华人民共和国的存款保险基金由中国人民银行全资设立的存款保险基金管理有限责任公司负责运作管理。

## 历史

### 存保基金设立前
1993年12月25日，中华人民共和国国务院首次提出设立存款保险基金。2003年，中国人民银行在其金融稳定局下设立了存款保险处。2004年底，《存款保险条例》初稿完成。2007年初召开的全国金融工作会议明确要求加快建立存款保险制度。2007年8月2日，中国人民银行与美国联邦存款保险公司（FDIC）签订谅解备忘录，以加强双方在金融服务、存款保险、促进银行业稳健经营、开展人员交流与培训及信息经验交流等方面的合作。时任央行行长周小川会见FDIC主席希拉·拜尔后表示，央行正在考虑成立存款保险公司，但方案仍在研究之中；央行会高度重视FDIC的模式和经验。希拉·拜尔认为，尽管中国的银行多是由政府提供各种支持，但市场化的银行业是更长远的发展方向，存款保险制度 的建立正符合这一方向。并且，存款保险制度的建立对农村地区的发展尤为重要。
自1949年建国以来，中华人民共和国对个人存款以国家信用和中央财政作为背书。存款保险基金设立前，当地方银行业金融机构出现风险时，地方人民政府往往和当地的银行监管部门一起，和出现问题的金融机构管理层、股东、债权人、投资人协商处理。时任中国人民银行武汉分行行长王玉玲在2019年5月表示，这种个案单独处理的模式不利于及时遏制恐慌、不利于控制风险扩大，处理成本高昂、效率低下，且可能出现不同个案不同处理方式的情形，违背公平性原则。

### 存保基金设立和发展
2015年2月，中华人民共和国国务院颁布《存款保险条例》，标志着中国大陆正式设置存款保险制度。根据该条例规定，银行需要向存款保险基金管理机构投保，并每六个月缴纳一次保费；而存款保险基金管理机构可以管理、运用存款保险基金、对金融机构采取风险处置措施、及时向存款人给付被保险存款等，且设置了每位个人储户50万元人民币的最高偿付限额和7个工作日的偿付时限。存款保险基金成立之初，并未设立独立法人，而是由中国人民银行金融稳定局管理。2015年3月20日，国务院批准了《存款保险制度实施方案》，要求存款保险基金在人民银行设立专门账户，分账管理，单独核算，并可以在资金积累充足且条件成熟时设立独立机构；同月，时任中国人民银行行长周小川在被问及中国存款保险基金是否应效仿FDIC设立独立法人时曾表示，如果存款保险基金的保费设计合理，在设立一段时间，运作成熟后，就可以平稳过渡到独立法人机构。
存款保险基金设立初期，保险费率被设定在万分之一至万分之二，据周小川表示，该基金不谋求盈利，这一费率的设定是为了尽量减少对银行和社会的成本增加。2017年12月，中国人民银行启动了“央行金融机构评级”项目，将金融机构按其风险状况分为1至10级及D级，其用途之一即为核定存款保险差别费率:117。2018年下半年开始，中国人民银行开始根据上述评级，实施存款保险费率差别化、动态化的政策，每个季度核定一次费率，对部分效益较差、不良贷款率较高的风险银行，费率予以一定上浮。
2018年全年，存款保险基金收取了329.9亿元人民币的保费；而截至2018年末，该存款保险基金的规模已达到821.2亿元人民币，暂未发生支用。2019年3月，中国人民银行行长易纲称，中国人民银行将探索以存款保险为平台建立金融机构退出机制；在当年的全国人民代表大会上，该行金融稳定局局长王景武也提案，建议修改《存款保险条例》，实现对金融机构的有序处置机制。

### 独立法人化
2019年5月24日，存款保险基金管理有限责任公司（简称存保基金、存保金管公司）注册成立。该公司根据中华人民共和国国务院令第660号公布之《存款保险条例》成立，是由中国人民银行全资设立的一人有限责任公司，负责管理中华人民共和国的存款保险基金，注册资本金100亿元人民币，中国人民银行金融稳定局副局长黄晓龙出任首任法定代表人、经理、执行董事，而首任监事则由该局存款保险制度处处长欧阳昌担任。

### 设立识别标识
2020年11月6日，中国人民银行宣布于2020年11月28日起启用存款保险标识，规定2020年11月28日后开业的参加存款保险的金融机构，应当在开业之前按规定办理投保手续，从中国人民银行分支机构领取存款保险标识电子文件和制作使用手册，并自开业之日起使用存款保险标识。
该标识由中国人民银行统一设计，由存款保险形象图案、“存款保险”中英文文字、“本机构吸收的本外币存款依照《存款保险条例》受到保护”文字和“中国人民银行授权使用”文字。存保标志主色调为绿色，象征其市场化风险防范处置机制的作用及促进金融机构可持续发展的作用；标识图案部分类似“众”字，象征保护公众存款人，其中三个“人”字类似大树的树冠，象征存款保险制度的三大功能——保护存款人、差别费率和早期纠正、风险处置，外侧的圆圈则象征存款保险制度安全、保护、值得信赖。

## 参与处置的银行

### 包商银行破产及蒙商银行组建
2019年5月24日，中国人民银行与中国银行保险监督管理委员会联合发布公告，称包商银行出现严重信用风险，并决定自2019年5月24日起对其实行为期一年的接管，有关业务由中国建设银行托管。据中国人民银行表示，在接管包商银行后，将由存款保险基金和中国人民银行出资收购承接，避免对包商银行直接清盘，保障包商银行债权人、个人储户、理财客户、承兑汇票持有人的权益，这是存款保险设立后首次出现在问题银行处置中。
2020年8月，中国人民银行发布《2020年第二季度中国货币政策执行报告》，宣布包商银行严重资不抵债，将被提请破产清算。11月13日，人民银行、中国银保监会公布《关于认定包商银行发生无法生存触发事件的通知》，宣布认定包商银行“发生无法生存触发事件”；同日，包商银行根据前述通知要求，宣布对“2015包行二级债”本金实施全额减记，不再支付本息，对应债权全部注销；11月23日，根据中国银保监会的批文，包商银行获准进入破产程序；同日，北京市第一中级人民法院裁定受理包商银行股份有限公司的破产清算申请，自此，包商银行成为了中华人民共和国第一家进入破产司法程序、第四家被宣布破产的银行。
2020年2月7日，徽商银行发布公告称，该行拟参与设立的内蒙古某某银行（“新包商银行”，即后来的蒙商银行）中，存款保险基金将持股约29.84%，这意味着存保基金首次入股商业银行。3月19日，徽商银行再次发布公告，宣布于3月18日签订了发起设立新包商银行的协议，其中存保基金出资人民币66亿零3元6角，认购该新设银行55亿零3股，持股比例变更为27.5%。2020年4月9日，蒙商银行获银保监会批准筹备。2020年5月20日，蒙商银行官网对外发布《关于蒙商银行股份有限公司全面营业的公告》，蒙商银行承接包商银行股份的相关业务，2020年5月25日正式以蒙商银行名义全面对外营业，并开始实施业务切换。

### 徽商银行
在处置包商银行风险时，徽商银行是受风险最大的同业债权人，在包商银行事件中蒙受60亿元人民币的损失。2020年8月20日，徽商银行发布公告称，为补充该行核心一级资本，拟向存保基金发行不超过15.59亿股内资股，每股认购价为人民币5.703元。在定向增发后，存保基金成为徽商银行第二大股东。此外，存保基金还补足了徽商银行收购包商银行资产包的344亿元人民币差价。

### 锦州银行
为化解锦州银行的风险，2020年7月10日，经锦州银行临时股东大会批准，该行认购本金金额约为750亿元人民币的定向债务工具，初始期限为15年，由辽宁金控和存保基金共同设立的锦州锦银企业管理合伙企业（有限合伙）发行。

## 评价
2015年4月，经济学者管清友在评价将设立的存款保险基金时称，政府设立存款保险制度有助于实现人民币利率市场化，增强储户信心，但可能让银行业的风险偏好向上，产生逆向淘汰和道德风险。
交通银行首席经济学家连平接受第一财经采访时，指存保基金有开展存款保险业务及处置资产、维持市场稳定、控制风险尤其是系统性风险的作用，设立独立机构管理存保基金，有利于该制度落到实处，操作也会更方便。中国国际金融研究所副所长宗良接受《21世纪经济报道》采访时表示，设立存保金管公司后，保险费率可能由现行的固定低费率分步转化为差异化费率，达到鼓励差异化经营、防范经营风险的目的，同时可能会因为银行间的兼并重组催生出投资机会。经济研究者董希淼表示，存款保险公司法人的设立是对存款保险制度的完善，加强存款保险的独立性，提升运作效率，让存款保险管理更加公平，运作更加市场化、专业化；在包商银行接管案中，存款保险首次介入银行接管，金融部门应借此进一步探索更有效地金融机构处理推出机制，并明确存款保险使用的条件、方法和边界。
《新京报》评论员莫开伟认为，设立存保金管公司，即人民银行对金融风险的微观调控职能被剥离到市场化运作主体，可以让存款保险基金运作更加市场化、专业化，提高保险基金的增值能力；该评论还认为，根据《中国金融稳定报告·2018》，中国大陆有400余家农村银行类机构处于央行金融机构评级8级及以上的高风险水平，这一机构的成立可以弥补金融监管体系缺陷，为未来解决高风险金融机构处置和退出乃至推进银行破产制度打基础。

## 备注
1. ↑  “D级”对应已经被人民银行宣布接管或已经破产、撤销的金融机构[9]。
2. ↑  《21世纪经济报道》引述某城市商业银行工作人员话称，因不良贷款上升，此人所在银行的存保费率升至万分之3.5%；也提及某些资产较差的农商行、村镇银行的存保费率“几乎是我们（该城商行）的两倍”[9]。
3. 1 2  根据《关于商业银行资本工具创新的指导意见（修订）》第二章第一项的定义，“无法生存触发事件”指以下两种情形中的较早发生者：
  1. 银保监会认定若不进行减记或转股，该商业银行将无法生存。
  2. 相关部门认定若不进行公共部门注资或提供同等效力的支持，该商业银行将无法生存。

根据上述定义，中国人民银行、银保监会实质上认定包商银行已不能继续存续，必须走向破产清算。而根据该文件第二章第三项的规定，当“无法生存出发事件”发生时，已设定该触发事件的其他一级资本工具和二级资本工具的本金应能够立即按合同约定进行全额减记，减记部分不可恢复。[16]
4. ↑  《中华人民共和国商业银行法》第七十一条规定：“商业银行不能支付到期债务，经国务院银行业监督管理机构同意，由人民法院依法宣告其破产。”在中国银保监会发出批文后，包商银行方可申请进入破产清算程序。
5. ↑  此前三间破产银行分别为：海南发展银行、汕头商业银行（后破产重组为广东华兴银行）、肃宁县尚村信用社。
6. ↑  锦州锦银企业管理合伙企业（有限合伙）由北京锦银企业管理有限责任公司担任执行事务合伙人（实际控制），其中辽宁金控下属的辽宁金融资产管理出资2250000万元人民币，存保基金下属的北京锦银出资1元人民币。[27]
7. ↑  引用《中国金融稳定报告·2018》：“……8~10级的420家，占比10.58%，其中235家为农村信用社、109家为村镇银行、67家为农村商业银行（见图3-1）[10]:118。”此类高风险农村信用社、村镇银行和农商行总计411家。